# Ваксмут, Анатолий Петрович
Анатолий Петрович Ваксмут (17 ноября 1889—1973) — русский морской офицер, капитан 2-го ранга.

## Биография
Окончил Морской кадетский корпус в 1910 году; лейтенант, командир строящегося сторожевого корабля «Чибис» Балтийского флота. Затем окончил теоретические авиационные курсы при Санкт-Петербургском политехническом институте,  Офицерскую школу авиации (1913) и Штурманский офицерский класс (1914).
Во время Первой мировой войны участвовал в боевых действиях на линейном корабле «Слава» (1914—1915) и на эсминце «Гром» (1915—1917). В Моонзундском сражении отказался покинуть гибнущий «Гром» и был взят с эсминца силой. Пробрался на Юг России в Добровольческую армию.
Воевал в Добровольческой армии с 1 января 1918 года — в Морской роте. Был тяжело ранен в одном из первых боёв Добровольческой армии и в феврале 1918 года лечился в Новочеркасской больнице.
С июня 1918 — командир парохода «Кубанец» Донской флотилии, с 24 января 1919 — старший лейтенант, в начале 1919 года — старший офицер ледокола «Полезный», в июне 1919 — командир дивизиона катеров Волжской флотилии, с 20 сентября 1919 года — командир вспомогательного крейсера «Америка» Каспийской флотилии.
В мае 1921 года служил в лагере в Басре (Месопотамия), затем на Каспийской флотилии. С сентября 1921 — начальник штаба Сибирской флотилии; командир тральщика «Взрыватель» в походе от Гензана до Шанхая и из Шанхая в Олонгапо (Филиппины), где оставался на кораблях.
Капитан 2-го ранга (28 марта 1920 года).
После войны находился в эмиграции в Китае (1936 — 18 июня 1946). Член кают-компании в Шанхае (в 1939 член Комитета старшин), 1948 году находился ещё в Шанхае, затем — в Австралии, где был председателем местной «Кают-компании».
Умер 25 ноября 1973 в Сиднее (Австралия).

### Семья
- Сёстры — Варвара и Ольга (окончила Смольный институт в Новочеркасске).
- Первая жена — Александра.
- Вторая жена — Вера (умерла 1 октября 1972 в Сиднее).
- Дети:
  - Сын — Георгий (к 1941 году — член Офицерского собрания в Шанхае);
  - Дочь — Тамара.

## Награды
- Георгиевский кавалер.[источник не указан 2677 дней]

## Память
- В изданном в современной России сборнике мемуаров белогвардейцев — «Флот в белой борьбе», имеется небольшая статья Анатолия Ваксмута о Ейском десанте[2].
- Автор воспоминаний «Конец Каспийской флотилии» и «Моряки у Корнилова».